# Сан Лоренцо II (Витербо)
Сан Лоренцо II је насеље у Италији у округу Витербо, региону Лацио.
Према процени из 2011. у насељу је живело 49 становника. Насеље се налази на надморској висини од 218 м.